# Classe Long Island
La classe Long Island est une classe de deux porte-avions d'escorte réalisée par le Sun Shipbuilding and Drydock de Chester (Pennsylvanie). Elle est initialement nommée AVG pour Aircraft Escort Vessels. Les deux navires sont construits à partir de coque de navires marchands.
Le premier navire est le USS Long Island, initialement AVG-1. Il sert dans l'United States Navy pendant la Seconde Guerre mondiale.
Le second est le HMS Archer, lancé le 14 décembre 1939. Il sert dans la Royal Navy pendant la Seconde Guerre mondiale et a une carrière civile jusqu'en 1961 sous divers pavillons.

## Sources
- (en) Cet article est partiellement ou en totalité issu de l’article de Wikipédia en anglais intitulé « Long Island class escort carrier » (voir la liste des auteurs).